# ユーロコット
ユーロコット（英: Eurockot Launch Services GmbH）は低軌道へ人工衛星を打ち上げる商用サービス会社（launch service provider）。1995年にドイツのEADSが51%、ロシアのクルニチェフ国家研究生産宇宙センターが49%の出資をして設立された合弁企業である。
ロケットにはロコットが使用され、射場にはプレセツク宇宙基地の専用打ち上げ施設が使用されている。2003年、2010年には日本の人工衛星、SERVIS-1とSERVIS-2の打ち上げを行っている。